# Dammbach
Dammbach è un comune tedesco di 1 860 abitanti, situato nel land della Baviera.